# Leopold Moskwa
Leopold Antoni Moskwa (ur. 8 sierpnia 1956) – polski prawnik, doktor habilitowany nauk prawnych, specjalista w zakresie prawa cywilnego i prawa handlowego, profesor nadzwyczajny Uniwersytetu im. Adama Mickiewicza.

## Życiorys
Doktoryzował się w 1987 na podstawie pracy pt. "Reprezentacja przedsiębiorstw państwowych w obrocie cywilnoprawnym". Habilitację uzyskał w 2001 na podstawie dorobku naukowego i rozprawy "Stosunek zewnętrzny spółki komandytowej". Jest pracownikiem Katedry Prawa Cywilnego, Handlowego i Ubezpieczeniowego Wydziału Prawa i Administracji UAM. Specjalizuje się m.in. w rosyjskim prawie handlowym.

## Wybrane publikacje
- Pełnomocnicy przedsiębiorstw państwowych, wyd. 1991, ISBN 83-232-0456-X
- Stosunek zewnętrzny spółki komandytowej w świetle przepisów Kodeksu handlowego i Kodeksu spółek handlowych, wyd. 2000, ISBN 83-86254-16-5
- Prawo spółek handlowych. Podręcznik akademicki (pod red. A. Kocha, J. Napierały, współautor), wyd. 2011 i inne, ISBN 978-83-264-1214-1
- Unia Europejska – członkostwo Polski, partnerstwo Rosji, (redaktor tomu) wyd. 2009, ISBN 978-83-264-1214-1
- Polish and Russian law: dilemmas new and old (redaktor tomu), wyd. 2011, ISBN 978-83-60550-37-3
- ponadto artykuły publikowane w czasopismach prawniczych, m.in. w "Ruchu Prawniczym, Ekonomicznym i Socjologicznym" oraz "Rejencie"[3]